# World of Warcraft
World of Warcraft (também conhecido pelo acrônimo WoW) é um jogo on-line do gênero MMORPG, desenvolvido e distribuído pela produtora Blizzard Entertainment e lançado em 2004. O jogo se passa no mundo fantástico de Azeroth, introduzido no primeiro jogo da série, Warcraft: Orcs & Humans, lançado em 1994.
É considerado o mais popular MMORPG de todo o mundo, tendo chegado a ter 11 milhões de jogadores ativos no ano de 2010. Em 2016, contava com 5 milhões de jogadores regulares.
Joga-se com um programa cliente ligado a uma rede de servidores. Existem servidores para atender Estados Unidos, Oceania, Europa, Rússia, China, Coreia do Sul, Taiwan, Sudeste Asiático, Brasil e América Latina. O acesso aos servidores requer uma chave original e é pago mensalmente, mediante assinatura com dinheiro real ou com ouro conquistado dentro do jogo. A partir de julho de 2011, o jogo também passou a ser distribuído sem custos por meio da versão Starter Edition, que permite ao jogador ir até o nível 20 de personagem dentro do jogo (veja mais na subcategoria "Versão Gratuita de World of Warcraft" abaixo).
Na Europa, existem redes de servidores em francês, alemão e inglês, esta última responsável por abranger jogadores dos demais países. Em setembro de 2006, foi lançada uma rede em espanhol e, em 2011, foram criados servidores totalmente em português, a fim de atender ao público brasileiro (confira mais na subcategoria "Versão Brasileira").
A primeira expansão do jogo, "The Burning Crusade", foi lançada em 16 de janeiro de 2007. Em 3 de agosto do mesmo ano, na edição de 2007 do evento anual Blizzcon, sediado pela produtora Blizzard, a empresa anunciou a segunda expansão de WoW, nomeada "Wrath of the Lich King", que acabou por ser lançada no dia 13 de novembro de 2008.
No dia 21 de agosto de 2009, na Blizzcon 2009, foi anunciada a terceira expansão, a qual recebeu o título "Cataclysm" e data de lançamento prevista para 07 de dezembro de 2010, após muitas especulações. Em 21 de outubro de 2011, na Blizzcon 2011, Chris Metzen, então vice-presidente da Blizzard, anunciou a quarta expansão do jogo, "Mists of Pandaria", lançada no dia 25 de setembro de 2012. A quinta expansão do jogo, "Warlords of Draenor", lançada em 13 de novembro de 2014, foi anunciada na Blizzcon 2013, realizada nos dias 8 e 9 de novembro, em Anaheim.
Durante a Gamescom 2015, foi anunciada a nova expansão, "Legion", a qual foi lançada no dia 30 de agosto de 2016. Em novembro de 2017, a Blizzard anunciou a chegada da sétima expansão, "Battle for Azeroth", novamente durante a convenção anual, tendo BfA sido lançada no dia 14 de agosto de 2018.
No final de 2015, em um relatório divulgado no mês de outubro, a Blizzard anunciou que possuía, à época, 5,5 milhões de usuários ativos no jogo, o qual se mantinha como sua franquia de maior sucesso; no entanto, a companhia optou por não mais disponibilizar tais relatórios nos anos seguintes. Estima-se que, em épocas de lançamentos de expansão, quando o jogo atinge seu pico de subscrições mensais, o número ativo de jogadores se aproxime de 10 milhões.

## Expansões
- World of Warcraft: The Burning Crusade ("A Crusada Ardente"): primeira expansão do jogo, na qual foram adicionadas duas novas raças (Elfos Sangrentos e Draenei), além de novos cenários in game. Foi acrescentado um mapa correspondente a um novo mundo, denominado Terralém, o qual se localiza do outro lado do Portal Negro, construído pela Legião Ardente (Burning Crusade) a fim de ligar Azeroth a esse novo planeta, dando início à caçada às forças malignas superiores da história. São acrescentadas duas novas profissões ao sistema já existente: Joalheria (Jewelcrafting) e Encantamento (Enchanting) (maiores detalhes na subcategoria "Profissões"). Nível máximo de personagem aumentado de 60, estabelecido na versão Clássica (Vanilla), para 70. Lançada em 16 de janeiro de 2007.
- World of Warcraft: Wrath of the Lich King ("A Fúria do Lich Rei"): em sua segunda expansão, o jogo ganha um novo cenário: um continente ao norte dos já existentes Reinos do Leste e Kalimdor, chamado Nortúndria (Northrend), governado pelo Lich Rei, Arthas, que mantém um exército de lacaios mortos vivos e ameaça a vida em Azeroth. O jogo ganha, também, uma nova classe, os Cavaleiros da Morte (Death Knights) (ver a subcategoria "Classes"). Nível máximo de personagem: 80. Anunciada em 03 de agosto de 2007 e lançada em 13 de novembro de 2008.
- World of Warcraft: Cataclysm ("Cataclismo"): terceira expansão do MMORPG, trata da história do aspecto dracônico Asa da Morte (Deathwing), o qual, corrompido pelos Deuses Antigos após muitos anos em contato com as profundezas de Azeroth, retorna à superfície do planeta para espalhar o caos e a destruição. Foram adicionadas as raças Goblin, para a facção da Horda, e Worgen, para a rival Aliança, com quests iniciais exclusivas, inacessíveis para personagens de outras raças. Nível máximo de personagem: 85. Anunciada em 21 de agosto de 2009 e lançada em 07 de dezembro de 2010.
- World of Warcraft: Mists of Pandaria ("Névoas de Pandária"): quarta expansão do jogo, seguindo Cataclysm, trouxe ao jogo o novo cenário da ilha de Pandária, localizada ao sul do mapa, entre os Reinos do Leste e Kalimdor, local em que se abrigam misteriosas raças, as quais, até então, viviam reclusas do mundo exterior. Também foi introduzida uma nova raça, os Pandarens (também referidos apenas como "pandas"), e uma nova classe: Monge (Monk) (ver "Raças" e "Classes" adiante). Nível máximo de personagem: 90. Anunciada em 21 de outubro de 2011 e lançada em 25 de setembro de 2012.
- World of Warcraft: Warlords of Draenor ("Senhores da Guerra de Draenor"): a quinta expansão de World of Warcraft transporta os jogadores a um momento crucial no passado do mundo de Draenor, onde grandes lendas do passado brutal de Warcraft devem ser combatidas. Os heróis de Azeroth se transportam para o novo mapa a fim de se encontrar com campeões tais como Grommash Grito Infernal, Mão Negra e Ner'zhul, em uma realidade alternativa na qual os orcs nunca foram corrompidos pela Legião Ardente. Nível máximo de personagem: 100. Anunciada em 08 de novembro de 2013 e lançada em 13 de novembro de 2014.
- World of Warcraft: Legion ("Legião"): o sexto pacote de expansão do jogo explora os eventos em que a Tumba de Sargeras foi aberta, permitindo que os demônios da Legião Ardente invadam Azeroth na tentativa de trazer o próprio Titã Sombrio Sargeras ao planeta. Os jogadores vão em busca de armas artefato lendárias de Warcraft e vasculham as Ilhas Partidas, nova região introduzida no jogo, em busca de relíquias titânicas para os auxiliar nesse momento. Introduzida a nova classe heróica Caçador de Demônios (Demon Hunter). Nível máximo de personagem: 110. Anunciada em 06 de agosto de 2015 e lançada em 30 de agosto de 2016.
- World of Warcraft: Battle for Azeroth ("A Batalha por Azeroth"): em sua sétima expansão, os eventos do jogo desencadeiam uma série de incidentes desastrosos que reacendem o conflito central da saga Warcraft, acentuando o conflito entre Horda e Aliança. Os heróis de Azeroth partem numa jornada para recrutar novos aliados, disputar recursos valiosos e combater em diversas linhas de frente para determinar quem conduzirá o futuro incerto de Azeroth. Foram incluídas as Raças Aliadas (adiante listadas), específicas para cada facção. Nível máximo de personagem: 120. Anunciada em 03 de novembro de 2017 e lançada em 14 de agosto de 2018.
- World of Warcraft: Shadowlands ("Terras Sombrias") é a oitava expansão do jogo, lançada em novembro de 2020. Ela se passa no pós-vida, explorando o reino das almas, dividido em cinco novas zonas: Bastion, Maldraxxus, Ardenweald, Revendreth e a Maw. O jogador escolhe uma "Covenant" (aliança), cada uma oferecendo habilidades únicas, campanhas e recompensas específicas. A expansão introduz o sistema de Torghast, uma torre roguelike de masmorras geradas aleatoriamente, focada em progressão solo ou em grupo. Outro destaque foi a renovação do sistema de níveis, com o "squish" de níveis reduzindo o máximo de 120 para 60, tornando a progressão mais rápida. Shadowlands também trouxe novas raids, dungeons e mudanças significativas na narrativa, focando no Jailer, o grande vilão da expansão.
- World of Warcraft: Dragonflight: é a nona expansão do jogo, lançada em novembro de 2022. Ela se passa nas Dragon Isles (Ilhas do Dragão), o berço ancestral dos Aspectos Dragônicos, que despertam após milênios de ausência. A expansão introduz uma nova raça e classe combinadas, os Dracthyr Evokers, que podem alternar entre formas humanóides e dracônicas, com habilidades especializadas em dano à distância ou cura.  Um dos principais destaques de Dragonflight é o novo sistema de voo com dragões, o "Dragonriding", que oferece uma forma mais dinâmica de exploração aérea, com personalização de montarias dracônicas e habilidades de voo aprimoradas. As Ilhas do Dragão são divididas em quatro zonas principais: The Waking Shores, Ohn'ahran Plains, Azure Span e Thaldraszus, cada uma com suas próprias histórias, fauna e segredos.  A expansão também trouxe uma reformulação significativa do sistema de talentos, oferecendo mais flexibilidade aos jogadores na construção de seus personagens. A profissão de crafting foi aprimorada, com maior profundidade e especialização, e um sistema de encomendas entre jogadores foi implementado.  A narrativa de Dragonflight gira em torno do renascimento do poder dos Aspectos Dragônicos, com ameaças antigas retornando, como os Primalists e os Incarnates. Novas raids e dungeons foram introduzidas, aprofundando a história das Ilhas e dos dragões, enquanto o jogo continua a focar na liberdade de exploração e customização.

## Versão Gratuita de World of Warcraft
Acessando o site específico da versão, o jogador pode baixar e jogar World of Warcraft em português, de graça e sem limitações de tempo até o nível 20 de personagem. Alguns recursos são limitados, mas, nesta versão Starter, é possível ter acesso às principais funcionalidades do jogo e criar diversos personagens diferentes, aumentando o "tempo de vida" da versão gratuita do jogo. Caso o jogador queira continuar avançando de nível até o máximo, poderá fazê-lo após adquirir a versão completa do jogo e suas respectivas expansões, mantendo os feitos já conquistados na versão gratuita.

## Raças
O jogo conta com 12 raças "básicas", divididas exclusiva e igualmente entre Aliança e Horda, além das raças aliadas, acessíveis apenas para jogadores veteranos. A Aliança conta com humanos, anões, elfos noturnos, gnomos, draeneis (adicionados na expansão The Burning Crusade) e worgens (disponíveis desde Cataclysm). Na Horda são encontrados orcs, mortos-vivos (renegados), taurens, trolls, elfos sangrentos (incluídos em The Burning Crusade) e goblins (desde a expansão Cataclysm). Conta também com os pandarens, uma raça neutra que pode ingressar na facção de preferência do jogador após a conclusão das missões iniciais (localizadas em Mists of Pandaria).

### Aliança
- Humano/Humana: os primeiros humanos eram essencialmente um povo disperso e tribal durante milênios, até que a força crescente do império troll forçou sua unificação estratégica. Mesmo estando entre as raças mais jovens de Azeroth, enfrentaram muitos desafios com coragem e resiliência, e sua permanente capacidade de adaptação e reconstrução os tornou uma força vital neste mundo de constante mudança. Seu líder é o jovem Rei Anduin Wrynn, descendente do falecido Rei Varian Wrynn, também conhecido como "Lo'Gosh", ou "lobo fantasma", que por muitos anos governou a capital da Aliança, Ventobravo. Os jogadores que decidem jogar com esta raça iniciam na Floresta de Elwynn, ao sul de Ventobravo.
  - Capital: Ventobravo (Stormwind), na Floresta Elwynn.
  - Continente: Reinos do Leste.
  - Líder: Rei Anduin Wrynn, também Rei da Aliança.
  - Montaria comum: cavalo (terrestre), grifo (voador).
  - Classes disponíveis: Caçador, Mago, Paladino, Sacerdote, Ladino, Bruxo, Guerreiro, Cavaleiro da Morte e Monge.

- Anão/Anã: uma raça que descende dos seres elementais de pedra viva criados pelos titãs, eram criaturas de pele rochosa até serem atingidos pela "maldição da carne", que os tornou de carne e osso. Sua capital, Altaforja, foi esculpida pelos próprios anões nos picos nevados de Khaz Modan. Os jogadores que escolhem essa raça iniciam seu jogo em Dun Morogh.
  - Capital: Altaforja (Ironforge), em Dun Morogh.
  - Continente: Reinos do Leste.
  - Líderes: Conselho dos 3 Martelos, composto por Muradin Barbabronze, Moira Thaurissan e Falstad Martelo Feroz.
  - Montaria comum: carneiro (terrestre).
  - Classes disponíveis: Caçador, Mago, Paladino, Sacerdote, Ladino, Xamã, Bruxo, Guerreiro, Cavaleiro da Morte e Monge.

- Elfo Noturno/Elfa Noturna: uma das mais antigas e reclusas raças de Azeroth, sempre desempenharam um papel fundamental no destino do planeta ao longo de sua história: há mais de dez mil anos, ajudaram a afastar a primeira invasão da demoníaca Legião Ardente e, séculos depois, quando os dispersos resquícios da Legião em Azeroth se uniram com os vis sátiros, foram os responsáveis por enfrentar a ameaça na Guerra dos Sátiros. Quem decidir por utilizar essa raça iniciará o jogo em Teldrassil.
  - Capital: Darnassus, em Teldrassil (destruída em Battle for Azeroth).
  - Continente: Kalimdor.
  - Líderes: o casal Arquidruida Malfurion Tempesfúria e Alta-Sacerdotisa Tyrande Murmuréolo.
  - Montaria comum: tigre sabre-da-noite (terrestre), hipogrifo (voador).
  - Classes disponíveis: Druida, Caçador, Mago, Sacerdote, Ladino, Guerreiro, Cavaleiro da Morte, Monge e Caçador de Demônios.

- Gnomo/Gnomida: inteligentes, enérgicos, excêntricos e brilhantes inventores, os membros dessa raça sofreram traições, migrações e genocídio, mas, apesar disso, possuem uma incontestável e animada disposição. Sua capital é Gnomeregan, uma cidade subterrânea feita com ferro batido no sopé de Dun Morogh, estendendo-se até o coração da terra. Atualmente, a cidade é sede de um campo de batalha, em uma luta na qual os gnomos buscam retomar seu controle após a invasão do traidor Sicco Termaplugue. Seu líder é o engenhoso Grão-Faz-Tudo Mekkatorque e a montaria padrão da raça é o mecanostruz, curioso animal mecânico desenvolvido especialmente pelos gnomos. O jogador que optar por essa raça inicia suas missões em Gnomeregan.
  - Capital: Gnomeregan, em Dun Morogh.
  - Continente: Reinos do Leste.
  - Líder: Grão-Faz-Tudo Gelbin Mekkatorque.
  - Montaria comum: mecanostruz (terrestre).
  - Classes disponíveis: Caçador, Mago, Sacerdote, Ladino, Bruxo, Guerreiro, Cavaleiro da Morte e Monge.

- Draenei/Draenaia: para escapar do caos instalado em seu planeta natal, os draeneis, a bordo da nave dimensional Exodar, partiram em busca de um novo lar e de novos aliados. Após aterrissarem no mundo de Azeroth, inspirados pelos contos e vitórias heróicos da Aliança, prometeram sua lealdade à facção. Têm como sua capital a própria Exodar, que acabou por cair na Ilha Névoa Lazúli, localizada ao norte do continente de Kalimdor, ali permanecendo. Quem escolhe jogar com esta raça inicia o jogo na própria Ilha Névoa Lazúli. Foram incluídos na expansão The Burning Crusade.
  - Capital: Exodar, na Ilha Névoa Lazúli.
  - Continente: Kalimdor.
  - Líder: Profeta Velen.
  - Montaria comum: elekk (terrestre).
  - Classes disponíveis: Caçador, Mago, Paladino, Sacerdote, Xamã, Guerreiro, Cavaleiro da Morte e Monge.

- Worgen/Worgenin: os worgens derivam de uma seita druídica antiga, conhecida como Druids of the Pack, que adorava o deus-lobo Goldrinn. São uma raça amaldiçoada, composta de humanos que habitavam a cidade de Guilnéas e foram afligidos por uma maldição druídica que os transformou em criaturas semelhantes a lobisomens. Foram incluídos na expansão Cataclysm.
  - Capital: Cidade de Gilnéas, em Gilnéas.
  - Continente: Reinos do Leste.
  - Líder: Rei Genn Greymane.
  - Montaria comum: cavalo da montanha (terrestre).
  - Classes disponíveis: Druida, Caçador, Mago, Sacerdote, Ladino, Bruxo, Guerreiro e Cavaleiro da Morte.

### Horda
- Orc/Orquisa: principais vilões dos dois primeiros jogos da franquia Warcraft, passaram a ser uma das raças jogáveis em Warcraft III. A pele dos orcs, originalmente, variava entre tons de vermelho terroso e marrom, mas a corrupção demoníaca da Legião Ardente as tornou verdes quando ainda habitavam o primitivo planeta de Draenor, antes mesmo de chegarem a Azeroth. Valorizando a honra pessoal e a honra de seu clã acima de tudo, apreciam a emoção da batalha, grandes gestos de sacrifício e coragem e possuem uma cultura simples e de fortes raízes xamânicas. Foram os responsáveis por organizar o que é, hoje, a Horda, reunindo raças marginalizadas ou rejeitadas pela Aliança sob um estandarte único de resistência. São musculosos e possuem presas inferiores salientes, como retratado no filme Warcraft.
  - Capital: Orgrimmar, em Durotar.
  - Continente: Kalimdor.
  - Líder: Lorde Supremo Varok Saurfang.
  - Montaria comum: lobo (terrestre), mantícora (voador).
  - Classes disponíveis: Caçador, Mago, Ladino, Xamã, Bruxo, Guerreiro, Cavaleiro da Morte e Monge.

- Morto-Vivo/Morta-Viva (Renegado/Renegada): foram introduzidos como um grupo rebelde em Warcraft III: The Frozen Throne, fundado por Sylvana Correventos, uma general élfica morta por Arthas e transformada em banshee. A elfa, já em sua forma de morta-viva, reúne um grupo de humanos igualmente atingidos por essa maldição, a fim de se rebelarem contra aquele que os matou e os trouxe de volta à "vida". Seu povo acabou conquistando Lordaeron e ali construindo o lar dos Renegados, os mortos-vivos que se opunham às vontades do Lich King.
  - Capital: Cidade Baixa (Undercity), nas Clareiras Tirisfal (destruída em Battle for Azeroth).
  - Continente: Reinos do Leste.
  - Líder: Rainha Banshee Sylvana Correventos, também Chefe Guerreira da Horda.
  - Montaria comum: cavalo de guerra descarnado (terrestre).
  - Classes disponíveis: Caçador, Mago, Sacerdote, Ladino, Bruxo, Guerreiro, Cavaleiro da Morte e Monge.

- Tauren/Taurena: uma das mais antigas raças nativas de Azeroth, são benevolentes, compassivos e tenazes, adotando uma cultura que em muito se assemelha à dos nativos norte-americanos. Dada sua natureza pacífica e forte conexão com o meio ambiente e a Terra, seguem, em sua maioria, os ensinamentos druídicos e xamanísticos. Possuem forma similar à de minotauros, com cabeça de touro, chifres, mãos grandes, cascos no lugar de pés e estrutura corporal imponente. O nome "tauren" é uma referência à expressão grega para "touro", taurus, além de servir como um anagrama para "nature", palavra inglesa para "natureza".
  - Capital: Penhasco do Trovão (Thunder Bluff), em Mulgore.
  - Continente: Kalimdor.
  - Líder: Baine Casco Sangrento.
  - Montaria comum: kodo (terrestre).
  - Classes disponíveis: Druida, Caçador, Paladino, Sacerdote, Xamã, Guerreiro, Cavaleiro da Morte e Monge.

- Troll/Trolesa: provavelmente a mais antiga raça nativa de Azeroth, já possuíam enormes impérios que controlavam o planeta quando outras raças sequer haviam surgido. Sua longa história e população dispersa resultaram em uma vasta e diversificada disputa entre tribos, com diferentes etnias trólicas que habitavam florestas, selvas, locais gélidos e, até mesmo, desertos. Suas divindades são os "loas", espíritos animais ancestrais, e o vodu e o xamanismo são bastante difundidos entre sua cultura. A era da dominação Troll chegou ao fim quando os Elfos Superiores, tendo descoberto e dominado o uso da magia, passaram a usá-la para subjugar os então majestosos impérios trólicos.
  - Capital: Ilha Lançanegra, em Durotar.
  - Continente: Kalimdor.
  - Líder: Rokhan (não-oficial).
  - Montaria comum: raptor (terrestre).
  - Classes disponíveis: Druida, Caçador, Mago, Sacerdote, Ladino, Xamã, Bruxo, Guerreiro, Cavaleiro da Morte e Monge.

- Elfo Sangrento/Elfa Sangrenta: liderados pelo líder dos Cavaleiros da Morte, Arthas, um exército do Flagelo invadiu Luaprata e a Ilha de Quel'Thalas, então ocupadas pelos Altos-Elfos, corrompendo irreversivelmente a Nascente do Sol (Sunwell), fonte de todo o poder da raça, e ocasionando um grande genocídio dos elfos. Os Altos-Elfos remanescentes se dividiram em dois grupos, tendo o Príncipe Kael'thas Andassol rebatizado aqueles que escolheram seguilo-o de Elfos Sangrentos, uma homenagem a todos que pereceram com a destruição causada pelo Flagelo. O príncipe decide partir para Terralém em busca de uma salvação para o vício em magia de seu povo, acabando por se aliar ao Elfo caído Illidan Tempesfúria e à Legião Ardente e nunca mais retornando a Luaprata. Os Elfos Sangrentos, na ausência de Kael'thas, elegem Lor'Themar Theron como seu regente, aliando-se à Horda e indo em busca de seu antigo príncipe desaparecido. Foram incluídos na expansão The Burning Crusade.
  - Capital: Luaprata (Silvermoon), na Floresta do Canto Eterno.
  - Continente: Reinos do Leste.
  - Líder: Lorde Regente Lor'themar Theron.
  - Montaria comum: falcostruz (terrestre), falcodraco (voador).
  - Classes disponíveis: Caçador, Mago, Paladino, Sacerdote, Ladino, Bruxo, Guerreiro, Cavaleiro da Morte, Monge e Caçador de Demônios.

- Goblin/Goblina: escravos dos Trolls da selva da Ilha de Kezan, os goblins eram forçados a minerar jakamita das entranhas vulcânicas do Monte Jakaro. Criando em segredo poderosos artefatos de engenharia e de alquimia, os goblins logo derrubaram seus opressores, reivindicando a terra antes dominada por tribos trólicas como sua. Sua astúcia rapidamente os levou a se tornarem mestres do mercantilismo, acumulando grandes fortunas e fazendo da Ilha de Kezan um importante eixo comercial. Inicialmente trabalhando exclusivamente com a Horda, perceberam, com o tempo, que aumentariam seus lucros se trabalhassem com os dois lados, passando, então, a fornecer armamento, veículos e serviços para ambas as facções, evidenciando sua natureza mercenária e o fato de que pouco se importam com questões como honra, honestidade e moralidade. Após os eventos de Cataclysm, no entanto, quando frotas goblins do Cartel Borraquilha foram equivocadamente atacadas pela Aliança, resultando na evasão da raça de sua terra natal, reataram sua relação de exclusividade com a Horda, sendo hoje responsáveis por toda a tecnologia e desenvolvimento de artefatos bélicos da facção. Para esta raça, o jogo se inicia em Kezan. Foram incluídos na expansão Cataclysm.
  - Capital: Porto Borraquilha, em Azshara.
  - Continente: Kalimdor.
  - Líder: Príncipe Mercador Jastor Gallywix.
  - Montaria comum: triciclo goblínico (terrestre).
  - Classes disponíveis: Caçador, Mago, Sacerdote, Ladino, Xamã, Bruxo, Guerreiro e Cavaleiro da Morte.

### Outras Raças Jogáveis
- Pandaren/Pandarena: com a expansão Mists of Pandaria, surgiram os Pandarens, uma raça neutra até então misteriosa para os demais habitantes de Azeroth. São honrados, fortes, pacientes, tranquilos e adoram comida e cerveja. A história nobre desse povo vem de milhares de anos: durante os dias sombrios que precederam a cisão do mundo, o último imperador dos pandarens descobriu uma forma de proteger sua terra da devastação, encobrindo Pandária em uma névoa impenetrável em um isolamento que durou cerca de dez mil anos. Como não está vinculada especificamente a nenhuma das duas facções, a raça não possui um líder, mas dois representantes: Aysa Canta Nuvens, dos Tushui, na Aliança; e Ji Pata de Fogo, dos Huojin, na Horda. Quem decide jogar com um Pandaren inicia o jogo na Ilha Errante e, após completadas as missões iniciais, o personagem deve ingressar em uma das duas facções, conforme a preferência do jogador, sendo essa escolha irreversível.[18]
  - Capital: Pandária.
  - Continente: Pandária.
  - Líder: Taran Zhu (neutro), Aysa Canta Nuvens (representante Aliança), Ji Pata de Fogo (representante Horda).
  - Montaria comum: tartalisca-dragão (terrestre).
  - Classes disponíveis: Caçador, Mago, Sacerdote, Ladino, Xamã, Guerreiro e Monge.

### Raças Aliadas

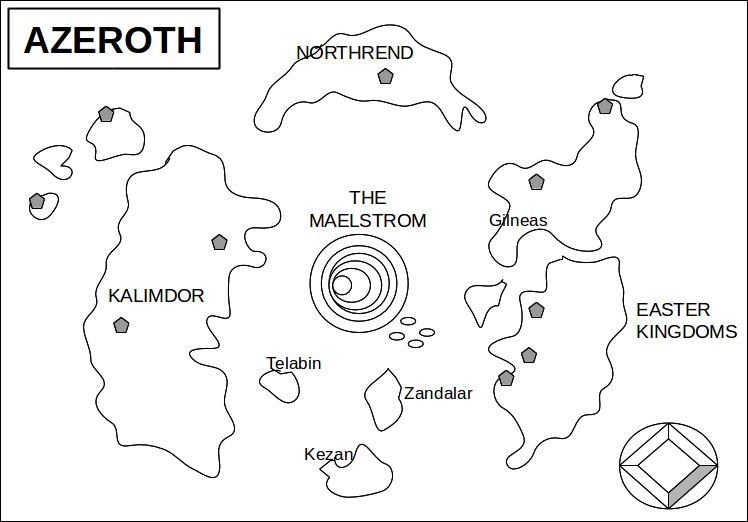
Azeroth

Em 14 de Agosto de 2018, com a expansão Battle for Azeroth, surgem as chamadas "Raças Aliadas", que exigem que o jogador já possua outro personagem no nível máximo, tenha atingido objetivos específicos e complete uma campanha individual para cada raça aliada convocada.
As raças aliadas são as seguintes:
Aliança:
- Draeneis Forjados da Luz;
- Elfos Caóticos;
- Anões Ferro Negro;
- Humanos de Kul Tiraz;
- Gnomecânicos.

Horda:
- Taurens Altamonteses;
- Filhos da Noite;
- Orcs Mag'har;
- Trolls Zandalari;
- Vulperas.

## Classes
O jogador, ao criar um personagem, deve escolher uma classe, a qual influencia majoritariamente nas habilidades e na jogabilidade e não poderá ser alterada posteriormente. Cada classe é subdividida em especializações únicas, que podem receber as funções de tanque (tank), dano à distância (ranged dps), dano corpo-a-corpo (melee dps) ou curador (healer) e às quais são atribuídos diferentes poderes, ataques e magias.
- Druida (Druid): guardiões do mundo, tiram proveito dos poderes da natureza para preservar o equilíbrio e proteger a vida. Mestres da vida selvagem, podem assumir formas variadas de animais e até mesmo de árvores a fim de aprimorar sua performance em batalha e ao nadar, voar ou se deslocar em grandes distâncias.Versáteis, são capazes de cumprir qualquer função no jogo e contêm um diversificado leque de habilidades.
  - Armadura: couro.
  - Armas: adagas, armas de punho, maças, armas de haste e cajados.
  - Especializações: Guardião (Guardian, tank), Equilíbrio (Balance, ranged dps), Feral (Feral, melee dps) e Restauração (Restoration, healer).
  - Raças disponíveis: Aliança: Elfo Noturno e Worgen; Horda: Tauren e Troll.

- Caçador (Hunter): atiradores mortais, são capazes de abater seus inimigos à distância, utilizando-se de arcos, bestas ou rifles. Sobreviventes qualificados, podem rastrear inimigos e colocar armadilhas para causar dano e prendê-los e também possuem uma conexão primal com os animais de Azeroth, sendo capazes de domá-los e treiná-los para mantê-los como companheiros de batalha e guardiões fiéis.
  - Armadura: malha.
  - Armas: arcos (preferencial), bestas (preferencial), armas de fogo (preferencial), machados, adagas, armas de punho, armas de haste, cajados e espadas de uma mão.
  - Especializações: Precisão (Marksmanship, ranged dps), Mestre das Feras (Beast Mastery, ranged dps) e Sobrevivência (Survival, melee dps).
  - Raças disponíveis: Aliança: Humano, Anão, Elfo Noturno, Gnomo, Draenei, Worgen e Pandaren; Horda: Orc, Morto-Vivo, Tauren, Troll, Elfo Sangrento, Goblin e Pandaren.

- Mago (Mage): poderosos aliados em qualquer momento, capazes de estilhaçar, queimar, paralisar e silenciar seus inimigos à vontade, causando danos absurdos e compensando sua fragilidade física. Vestem-se com armaduras leves e refinadas, porém fortemente encantadas. Evocam torrentes e mísseis de energia arcana que atingem o inimigo com muito impacto, lanças e estilhaços de gelo que causam lentidão no alvo e cometas de fogo, causando explosões de dano em pouquíssimo tempo.
  - Armadura: tecido.
  - Armas: adagas, cajados, espadas de uma mão, varinhas e itens de mão secundária.
  - Especializações: Fogo (Fire, ranged dps), Gélido (Frost, ranged dps) e Arcano (Arcane, ranged dps).
  - Raças disponíveis: Aliança: Humano, Anão, Elfo Noturno, Gnomo, Draenei, Worgen e Pandaren; Horda: Orc, Morto-Vivo, Troll, Elfo Sangrento, Goblin e Pandaren.

- Paladino (Paladin): Guardiões da Luz Sagrada, apoiam, protegem e aumentam os poderes de seus aliados com auras santas e bênçãos. Vestem armaduras pesadas, capazes de suportar golpes letais nas batalhas mais difíceis, e também podem curar seus aliados feridos e ressuscitar companheiros mortos. Em combate, podem usar armas de duas mãos, atordoar os inimigos, prender mortos-vivos e demônios e julgar seus inimigos com a vingança sagrada.
  - Armadura: placas.
  - Armas: armas de haste, espadas, maças, machados e escudos.
  - Especializações: Proteção (Protection, tank), Retribuição (Retribution, melee dps) e Sagrado (Holy, healer).
  - Aliança: Humano, Anão e Draenei; Horda: Tauren e Elfo Sangrento.

- Sacerdote (Priest): mestres da cura, preservação e restauração de aliados feridos, protegem-os em batalha e podem ressuscitar diversos camaradas caídos de uma única vez. Ao mesmo tempo que têm uma grande variedade de magias de proteção e reforço, os Sacerdotes também podem causar terrível vingança sobre seus inimigos, usando tanto poderes de sombra quanto de luz sagrada para destruí-los. Uma classe diversificada, poderosa e capaz de cumprir várias funções, é altamente desejável em qualquer grupo.
  - Armadura: tecido.
  - Armas: adagas, maças de uma mão, cajados, varinhas e itens de mão secundária.
  - Especializações: Sombra (Shadow, ranged dps), Sagrado (Holy, healer) e Disciplina (Discipline, healer).
  - Raças disponíveis: Aliança: Humano, Anão, Elfo Noturno, Gnomo, Draenei, Worgen e Pandaren; Horda: Morto-Vivo, Tauren, Troll, Elfo Sangrento, Goblin e Pandaren.

- Ladino (Rogue): uma classe de dano físico levemente blindada, é capaz de causar grandes danos a seus inimigos em uma onda de ataques consecutivos. São mestres da furtividade e do assassinato, passando invisíveis por inimigos, atacando-os rapidamente e, em seguida, fugindo do combate em um piscar de olhos. Ladinos também podem utilizar venenos que danificam ou mutilam seus inimigos, reduzindo sua eficácia na batalha, e são são capazes de abrir caixas, portas trancadas e desarmar armadilhas escondidas.
  - Armadura: couro.
  - Armas: adagas, armas de punho, maças de uma mão, machados de uma mão e espadas de uma mão.
  - Assassinato (Assassination, melee dps), Subterfúgio (Subtlety, melee dps) e Fora-da-Lei (Outlaw, melee dps).
  - Raças disponíveis: Aliança: Humano, Anão, Elfo Noturno, Gnomo, Worgen e Pandaren; Horda: Orc, Morto-Vivo, Troll, Elfo Sangrento, Goblin e Pandaren.

- Xamã (Shaman): líderes espirituais de suas tribos e clãs, são mestres dos elementos, usando feitiços e totens ancestrais para curar ou aprimorar seus aliados em batalha. Além de atuarem na restauração de seu grupo, também podem desencadear a fúria dos elementos sobre seus inimigos, causando danos de longa distância ou com armas corpo-a-corpo imbuídas de bênçãos elementais.
  - Armadura: malha.
  - Armas: machados, adagas, armas de punho, maças, cajados, escudos e itens de mão secundária.
  - Especializações: Elemental (Elemental, ranged dps), Aperfeiçoamento (Enhancement, melee dps) e Restauração (Restoration, healer).
  - Raças disponíveis: Aliança: Anão, Draenei e Pandaren; Horda: Orc, Tauren, Troll, Goblin e Pandaren.

- Bruxo (Warlock): mestres das sombras, das chamas e do poder demoníaco, são uma classe que se destaca assolando os seus inimigos com maldições, arremessando setas de fogo ou sombras sobre todo o campo de batalha, e convocam demônios para ajudá-los em combate. Além de serem muito poderosos causando dano à distância, seus poderes demoníacos também podem proteger ou apoiar aliados na batalha ou mesmo convocar outros jogadores de qualquer lugar do mundo usando o ritual para invocar portais.
  - Armadura: tecido.
  - Armas: adagas, cajados, espadas de uma mão, varinhas e itens de mão secundária.
  - Especializações: Demonologia (Demonology, ranged dps), Suplício (Affliction, ranged dps) e Destruição (Destruction, ranged dps).
  - Raças disponíveis: Aliança: Humano, Anão, Gnomo e Worgen; Horda: Orc, Morto-Vivo, Troll, Elfo Sangrento e Goblin.

- Guerreiro (Warrior): uma força irrefreável em batalha, capaz de resistir a ataques e proteger seus aliados, eles têm uma grande variedade de ataques e fazem de tudo para aleijar seus inimigos. Causam grandes quantidades de dano em um único golpe de retaliação e podem aumentar a capacidade máxima da vida de seus aliados durante a batalha. Destacam-se na luta contra vários adversários simultâneos, ganhando raiva a cada golpe dado ou recebido para desencadear seus poderosos ataques. Guerreiros são uma classe versátil, com uma excelente variedade de estilo de jogo para escolher.
  - Armadura: placas.
  - Armas: machados, adagas, armas de punho, maças, armas de haste, cajados, espadas e escudos.
  - Especializações: Proteção (Protection, tank), Armas (Arms, melee dps) e Fúria (Fury, melee dps).
  - Raças disponíveis: Aliança: Humano, Anão, Elfo Noturno, Gnomo, Draenei, Worgen e Pandaren; Horda: Orc, Morto-Vivo, Tauren, Troll, Elfo Sangrento, Goblin e Pandaren.

- Cavaleiro da Morte (Death Knight): o Cavaleiro da Morte é um herói que, morto pelo flagelo dos mortos-vivos liderados, renasce sob o comando do Lich King. Após completar uma sequência de missões, o Cavaleiro da Morte é traído pelo Lich King e passa a lutar contra o mal, realizando heroísmos para se redimir de seus pecados anteriores. Armados, blindados e possuindo um arsenal de magia mortal concedida pelo Lich Rei, os cavaleiros da morte são uma boa classe para aqueles que gostam de um personagem que pode usar magias e ao mesmo tempo empunhar uma espada para derrotar seus inimigos.
  - Armadura: placas.
  - Armas: armas de haste, espadas, maças, machados e escudos.
  - Especializações: Sangue (Blood, tank), Gélido (Frost, melee dps) e Profano (Unholy, melee dps).
  - Raças disponíveis: Aliança: Humano, Anão, Elfo Noturno, Gnomo, Draenei e Worgen; Horda: Orc, Morto-Vivo, Tauren, Troll, Elfo Sangrento e Goblin.

- Monge (Monk): Foi adicionada com a expansão World of Warcraft: Mists of Pandaria e pode ser de qualquer raça (exceto goblin e worgen). Há três tipos de monge: o primeiro é especializado em dano corpo a corpo, o segundo é especializado em cura e o terceiro é o mestre cervejeiro, que utiliza suas habilidades para fazer bebidas que melhoram suas habilidades de absorver dano.
  - Armadura: couro.
  - Armas: armas de haste, cajados, armas de punho, machados, maças, espadas e itens de mão secundária.
  - Especializações: Mestre Cervejeiro (Brewmaster, tank), Andarilho do Vento (Windwalker, melee dps) e Tecelão da Névoa (Mistweaver, healer).
  - Raças disponíveis: Aliança: Humano, Anão, Elfo Noturno, Gnomo, Draenei e Pandaren; Horda: Orc, Morto-Vivo, Tauren, Troll, Elfo Sangrento e Pandaren.

- Caçador de Demônios (Demon Hunter): Adicionada na expansão World of Warcraft: Legion e está disponível apenas para as raças Elfo Noturno e Elfo Sangrento. É a primeira classe a possuir apenas duas especializações, das quais uma será Tank e a outra DPS e tem transformações diferentes para que possam exercer melhor suas funções.
  - Armadura: couro.
  - Armas: glaives de guerra, adagas, armas de punho, espadas de uma mão e machados de uma mão.
  - Especializações: Vingança (Vengeance, tank) e Devastação (Havoc, melee dps).
  - Raças disponíveis: Aliança: Elfo Noturno; Horda: Elfo Sangrento.

## Profissões
- Alquimia (Alchemy): O Alquimista utiliza-se de plantas e outros materiais para criar poções mágicas com diversas propriedades. Para obter as plantas necessárias para seu trabalho o alquimista conta com o herbalista para coletá-las, fazendo dessas profissões uma dupla comum. Pode também realizar transmutações de um material no outro.
- Alfaiataria (Tailoring): O Alfaiate utiliza os tecidos coletados como espólios de seus inimigos para fazer armaduras de tecido. O Alfaiate é capaz ainda de fazer bolsas, permitindo a seus clientes carregarem mais itens que inicialmente. Para conseguir o material para o seu trabalho o Alfaiate não depende de outras profissões ou habilidades uma vez que o tecido usado é encontrado naturalmente ao longo do jogo.
- Couraria (Leatherworking): O Coureiro utiliza couro para criar armaduras de couro e eventualmente criar armaduras de malha focadas para a classe dos caçadores, xamãs e assassinos. O Coureiro pode ainda criar reforços para armadura. Para conseguir o material para o seu trabalho o Coureiro depende do Esfolador para tirar o couro dos inimigos mortos, fazendo dessas profissões uma dupla comum.
- Esfolamento (Skinning): O Esfolador é capaz de retirar a pele de algumas criaturas mortas (normalmente de bestas, dragões, alguns humanóides e alguns mortos-vivos) mas não é capaz de trabalhá-las. Para tanto o Esfolador depende de um Coureiro, fazendo dessas profissões uma dupla comum.
- Encantamento (Enchanting): O Encantador utiliza-se de essências, poeiras e cristais mágicos para tornar armas e armaduras mais fortes do que suas especificações originais. Para obter a matéria prima para o seu trabalho, o encantador desencanta outros itens mágicos, o que torna essa uma das profissões mais caras de se desenvolver. Só é possível colocar um encantamento permanente em cada peça de arma ou armadura. Cria também outros itens encantados como óleos mágicos.
- Engenharia (Engineering): O Engenheiro utiliza-se de diversos materiais (principalmente metais e gemas) para criar aparatos complexos, tais como bombas, rifles, óculos e munições especiais. Para obter a matéria prima para seu trabalho o engenheiro depende de várias outras profissões mas principalmente do Minerador, fazendo dessas profissões uma dupla comum. Dada a complexidade dos equipamentos criados pelos engenheiros, poucos equipamentos que eles criam podem ser vendidos para outros personagens não-engenheiros o que limita as chances de venda e reduz o lucro do engenheiro, fazendo dessa profissão uma das mais caras do jogo. É uma ótima profissão para anões.
- Ferraria (Blacksmithing): O Ferreiro utiliza metais para criar armaduras de malha e eventualmente criar armaduras completas (Plate). O Ferreiro pode ainda criar armas poderosas. Para conseguir o material para o seu trabalho o Ferreiro depende do Minerador para coletar o metal necessário, fazendo dessas profissões uma dupla comum.
- Herbalismo (Herbalism): O Herbalista é capaz de detectar coletar plantas espalhadas pelo mundo mas não é capaz de trabalha-las. Portanto o herbalista precisa de um Alquimista para transformá-las em poções, fazendo dessas profissões uma dupla comum.
- Joalheria (Jewelcrafting): O Joalheiro utiliza de minérios ou metais para criar equipamentos (anéis e colares) e gemas polidas (concedem status extras aos equipamentos que já possui, desde que o mesmo possua um engaste). O Joalheiro pode ainda criar esculturas usadas para curar o personagem além de ser capaz de extrair gemas extras de grupos de minério. Para conseguir o material para o seu trabalho o Joalheiro depende do minerador, fazendo dessas profissões uma dupla comum.
- Mineração (Mining): O Minerador é capaz de detectar e coletar minérios, pedras e gemas espalhadas pelo mundo, além de ser capaz de derreter o minério em barras de metal, mas não é capaz de trabalhá-las. Para tanto o Minerador depende de um Ferreiro, Engenheiro ou Joalheiro, fazendo dessas profissões uma dupla comum.

- Escrivania (Inscription):("Echoes of Doom"), foi adicionada a profissão de Escriba, que permite modificar ou melhorar os feitiços (spells) e habilidades (skills) das personagens por meio de Glifos (gliphs), escritos em pergaminhos (Parchments). Exemplo: a habilidade Backstab (Apunhalada) dos rogues pode ser melhorada para causar mais dano a alvos atordoados (stunned), ou permitir que o feitiço dos Priests, Circle of Healing possa curar/sarar mais um alvo. Alguns Glifos menores (minor glyphs) permitem também realizar mudanças estéticas nas habilidades do personagem. Para conseguir o material para o seu trabalho o Escriba depende do Herbalista, fazendo dessas profissões uma dupla comum.

## Versão Brasileira
Em um evento exclusivo para a imprensa realizado no dia 21 de Março de 2011 no Museu da Casa Brasileira em São Paulo, a Blizzard Entertainment, Inc. anunciou que uma versão completamente localizada para o português do Brasil de World of Warcraft foi lançado no país em 2011. O Português do Brasil foi o nono idioma suportado oficialmente por World of Warcraft no mundo, e o terceiro disponível na América Latina, juntando-se às versões já existentes em Espanhol e Inglês.
Os atuais jogadores dos reinos/realms da América do Norte poderão baixar e instalar gratuitamente um pacote de idioma para jogar World of Warcraft em português do Brasil. A Blizzard também criou reinos específicos para os jogadores brasileiros, sendo estes Azralon, Goldrinn, Gallywix, Nemesis e Tol Barad.

## Outras mídias

### Série animada
Em 24 de agosto de 2020, a Blizzard anunciou que uma série animada intitulada Afterlives iria estrear em 27 de agosto, durante o evento da Gamescom 2020.